# Kristina Sergejewna Smirnowa
Kristina Sergejewna Smirnowa (russisch Кристина Сергеевна Смирнова; * 19. September 1991 in Krasnoufimsk) ist eine russische Biathletin und Skilangläuferin.

## Karriere
Kristina Smirnowa gab ihr internationales Debüt bei den Juniorinnenrennen der Sommerbiathlon-Weltmeisterschaften 2012 in Ufa, wo sie im Sprint hinter Olga Podtschufarowa und vor Olga Kalina die Silbermedaille, im Verfolgungsrennen hinter Olga Podtschufarowa und Iryna Warwynez die Bronzemedaille gewann. Für das Staffelrennen zu Beginn der Wettbewerbe wurde sie noch nur in die dritte (Russland 2), außer Konkurrenz laufende, Staffel berufen.
Zum Auftakt der Saison 2012/13 kam Smirnowa in Idre zu ihren ersten Einsätzen bei den Frauen im Leistungsbereich. Als 13. in ihrem ersten Sprint gewann sie sofort Punkte, als Zehnte im folgenden Sprint erreichte sie erstmals die Top Ten. Es sollten ihre besten Ergebnisse bleiben. Nach 2012 kam Smirnowa erst bei den Sommerbiathlon-Weltmeisterschaften 2014 in Tjumen wieder zu internationalen Renneinsätzen. Mit Rang sieben im Sprint und neun in der Verfolgung kam sie auf einstellige Platzierungen und war damit beste beziehungsweise hinter Jana Romanowa im Verfolger die Achte wurde zweitbeste Russin. Dennoch war sie zum Auftakt der Wettbewerbe nicht für die russische Staffel berufen, die als Viertplatzierte eine Medaille verpasst hatte.
Im Skilanglauf startet Smirnowa seit 2008 im Eastern Europe Cup sowie in Junioren- und FIS-Rennen. Hier konnte sie ebenso wie bei den nationalen Meisterschaften und Juniorenmeisterschaften keine herausragenden Platzierungen erreichen, nur bei nationalen Juniorenmeisterschaften lief sie mehrfach auf einstellige Platzierungen.